# الشعبة (أرحب)

تعديل مصدري - تعديل

الشعبة هي إحدى قرى عزلة زندان بمديرية أرحب التابعة لمحافظة صنعاء، بلغ تعداد سكانها 496 نسمة حسب تعداد اليمن لعام 2004.